# Microdytes dimorphus
Microdytes dimorphus är en skalbaggsart som beskrevs av Wewalka 1997. Microdytes dimorphus ingår i släktet Microdytes och familjen dykare. Inga underarter finns listade i Catalogue of Life.